# Chegi
Chegi (stilizuje se kao CHEGI) je muzički sastav iz Srbije koji je postao poznat sa acapella klipom Evolucija ExYu muzike, gde je u nešto više od 4 minuta kroz 22 pesme predstavljen razvoj muzike od 1960-ih do danas. Učestvovali su na izboru Pesme za Evroviziju 2 puta.

## Istorija
Grupa Chegi je osnovana 2014. u Beogradu. Grupu čine članovi iste porodice i to Željko Čeganjac, Stefan Čeganjac i Dušan Čeganjac. Naziv grupe potiče od nadimka koju sva trojica članova nose, a to je „Čegi”. Željko Čeganjac je diplomirani inženjer elektrotehnike i ekskluzivac PGP-RTS-a. Stefan Čeganjac je doktorant kompozicije na Fakultetu muzičke umetnosti u Beogradu. Dušan Čeganjac je diplomirani muzički izvođač na harmonici. Ujedno i pobednik Svetskog trofeja u Portugalu 2016. godine u Masters kategoriji.

### Braća Bluz Bend
Od 2014. godine Chegi nastupa zajedno sa Braća Bluz Bend-om i predstavljaju se kao orkestar za privatne i korporativne proslave..
Chegi se sastoji od 10 članova:
- Stefan „Čegi” (vokal)
- Dušan „Čegi” (klavijatura, harmonika i vokal)
- Željko „Čegi” (harmonika i vokal)
- Marina (vokal)
- Josip (bas gitara i vokal)
- Pop (električna gitara)
- Stefan (bubanj)
- Jovana (violina i vokal)
- Georgije (saksofon i vokal)
- Aleksandar (truba)

### Pesma za Evroviziju ’22 i ’23
Učestvovali su na Pesmi za Evroviziju '22 i plasirali 10. sa pesmom Devojko sa plamenom u očima.
Ponovo su učestvovali 2023. godine sa pesmom Svadba ili kavga i plasirali su se na 10. mesto.

## Nagrade i nominacije
| Godina | Nagrada                 | Kategorija | Rad                         | Ishod     | Ref.        |
| ------ | ----------------------- | ---------- | --------------------------- | --------- | ----------- |
| 2022.  | Pesma za Evroviziju ’22 |            | Devojko sa plamenom u očima | 10. mesto | [ 8 ]       |
| 2023.  | Pesma za Evroviziju ’23 |            | Svadba ili kavga            | 10. mesto | [ 7 ] [ 9 ] |

## Diskografija

### Singlovi
- Jedna noć (2014)
- Zagonetna žena (2014)
- Ja ostavih snove (2014)
- Daire (cover) (2015)
- Moja curice (2015)
- Bluz, taj naš bluz (2016)
- Ja sam preživeo (2016)
- Vreme je za potop (2019)
- Devojko sa plamenom u očima (2022)
- Svadba ili kavga (2023)

### Kompilacije obrada
| 1960-e                                             |
| -------------------------------------------------- |
| 1. Zvižduk u osam - Đorđe Marjanović / 0:04        |
| 2. Devojko mala - Đuza Stojiljković / 0:16         |
| 1970-e                                             |
| 3. Sve ove godine - Indexi / 0:28                  |
| 4. April u Beogradu - Zdravko Čolić / 0:40         |
| 5. Nedostaješ mi ti - Oliver Dragojević / 0:59     |
| 6. Daire - Smak / 1:06                             |
| 1980-e                                             |
| 7. Ne zovi mama doktora - Prljavo kazalište / 1:21 |
| 8. Pogledaj dom svoj anđele - Riblja čorba / 1:30  |
| 9. Đurđevdan - Bijelo dugme / 1:36                 |
| 1990-e                                             |
| 10. Jorgovani - Dino Merlin / 1:58                 |
| 11. Krug - EKV / 2:04                              |
| 12. Beograd - Ceca / 2:15                          |
| 2000-e                                             |
| 13. Zbogom ljubavi - Vlado Georgiev / 2:20         |
| 14. Libar - Gibonni / 2:32                         |
| 15. Lane moje - Željko Joksimović / 2:48           |
| 16. Bože brani je od zla - Toše Proeski / 3:06     |
| 17. Blago onom ko te ima - Toni Cetinski / 3:26    |
| 2010-e                                             |
| 18. Jedna noć - Chegi / 3:34                       |
| 19. Paranoja - Tropico bend / 3:50                 |
| 20. Perspektiva - S.A.R.S. / 3:59                  |
| 21. Balada disidenta - Beogradski sindikat / 4:07  |
| 22. Ja ostavih snove - Chegi / 4:17                |

| 1. Đelem đelem – (1967 – Skupljači perja) / 0:01                     |
| 2. Ciao bella - (1969 - Most) / 0:14                                 |
| 3. Floyd - (1979 – Nacionalna klasa) / 0:23                          |
| 4. Za Beograd - (1980 – Ko to tamo peva) / 0:35                      |
| 5. A sad adio - (1980 – Vruć vetar) / 0:49                           |
| 6. O mladosti - (1985 – Jagode u grlu) / 0:58                        |
| 7. Zaboravljeni - (1988 – Zaboravljeni) / 1:08                       |
| 8. Nemoj da brigaš - (1989 – Balkan ekspres 2) / 1:19                |
| 9. Jugoslovenka - (1989 – Hajde da se volimo) / 1:30                 |
| 10. Čekala sam - (1992 – Mi nismo anđeli) / 1:47                     |
| 11. Topolska 18 - (1993 – Srećni ljudi) / 2:03                       |
| 12. Dragi, Drakče, Dragoljube - (1995 – Sekula – treća sreća) / 2:16 |
| 13. Mesečina - (1995 – Underground) / 2:24                           |
| 14. Haljinica boje lila - (2000 – Rat uživo) / 2:32                  |
| 15. Nesanica - (2005 – Ivkova slava) / 2:44                          |
| 16. Jasmina – (2006 – Mi nismo anđeli 3) / 2:52                      |
| 17. Ružo rumena – (2008 – Moj rođak sa sela) / 3:09                  |
| 18. Samo malo – (2010 – Montevideo, Bog te video) / 3:17             |
| 19. Pukni zoro – (2010 – Montevideo, Bog te video) / 3:26            |
| 20. Ja bez tebe ne mogu da živim – (2016. – Ubice mog oca) / 3:37    |

## Festivali
Pesma za Evroviziju, Srbija:
- Devojko sa plamenom u očima, 2022.
- Svadba ili kavga, 2023.

Skale, Herceg Novi:
- Lažu me, 2022.

## Spoljašnje veze
Evolucija ExYu muzike